# Bantry

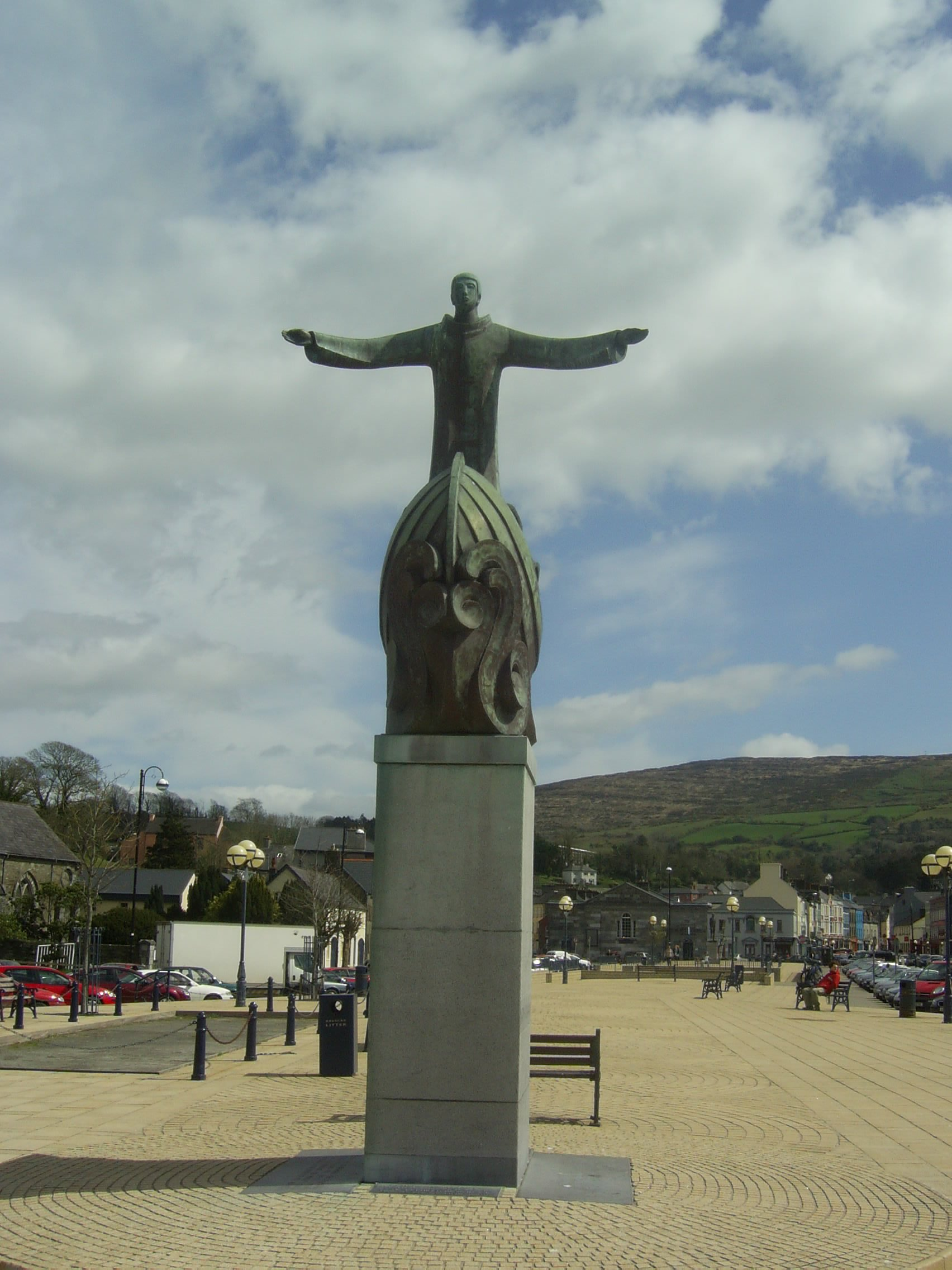
Scultura di San Brendano

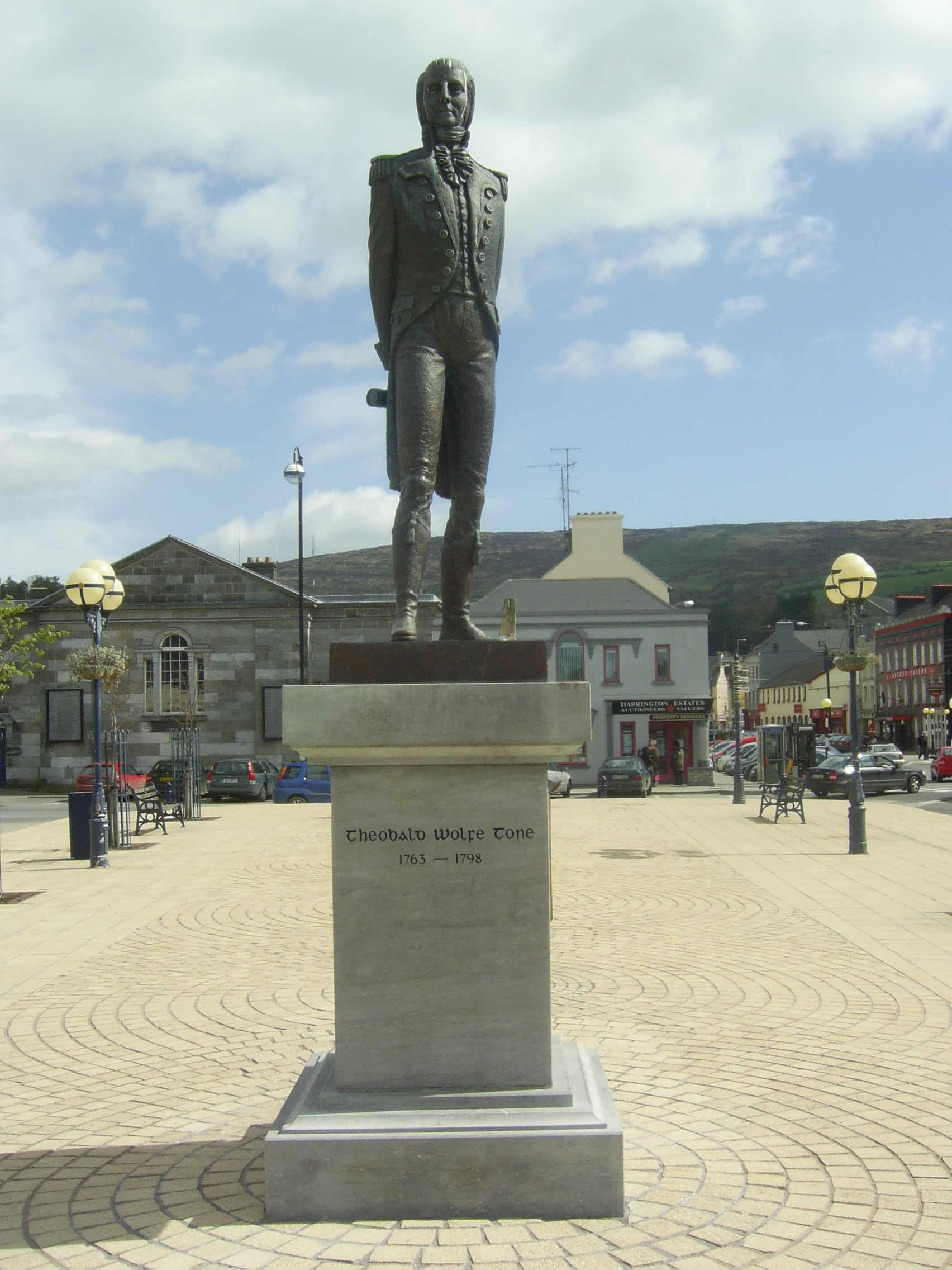
Scultura di Theobald Wolfe Tone

Bantry (forma anglicizzata) o Beanntraí (in irlandese) è un centro abitato della costa occidentale della Contea di Cork, in Irlanda, situato sulla strada N71 nella parte più interna dell'omonima Baia di Bantry, delimitata a Nord dalla penisola di Beara e dallo Sheep's Head a sud.
La Bantry House, dimora sin dal 1739 della famiglia White, anticamente Conti di Bantry, è situata poco a sud dell'abitato. Si tratta di una villa neo-classica con un ampio parco, situata in posizione dominante sull'intera baia.
Bantry è una località economicamente piuttosto importante per la regione. È un centro di mercato e di turismo (soprattutto grazie alla sua posizione intermedia tra Cork e la contea del Kerry) e anche la pesca ha un ruolo significativo: i mitili sono il prodotto tipico dell'area, al punto che ogni maggio si tiene una festa ad essi dedicata. A Bantry c'è anche una significativa attività associazionistica e commerciale nel campo del commercio equo e solidale e delle coltivazioni biologiche.
Come molte altre zone della costa sud-occidentale irlandese, Bantry reclama un'antica connessione con una figura religiosa molto importante del VI secolo, Breandán (Naomh Bréanainn) il Navigatore. Nelle tradizioni irlandesi San Breandán fu la prima persona a scoprire l'America.

## Storia

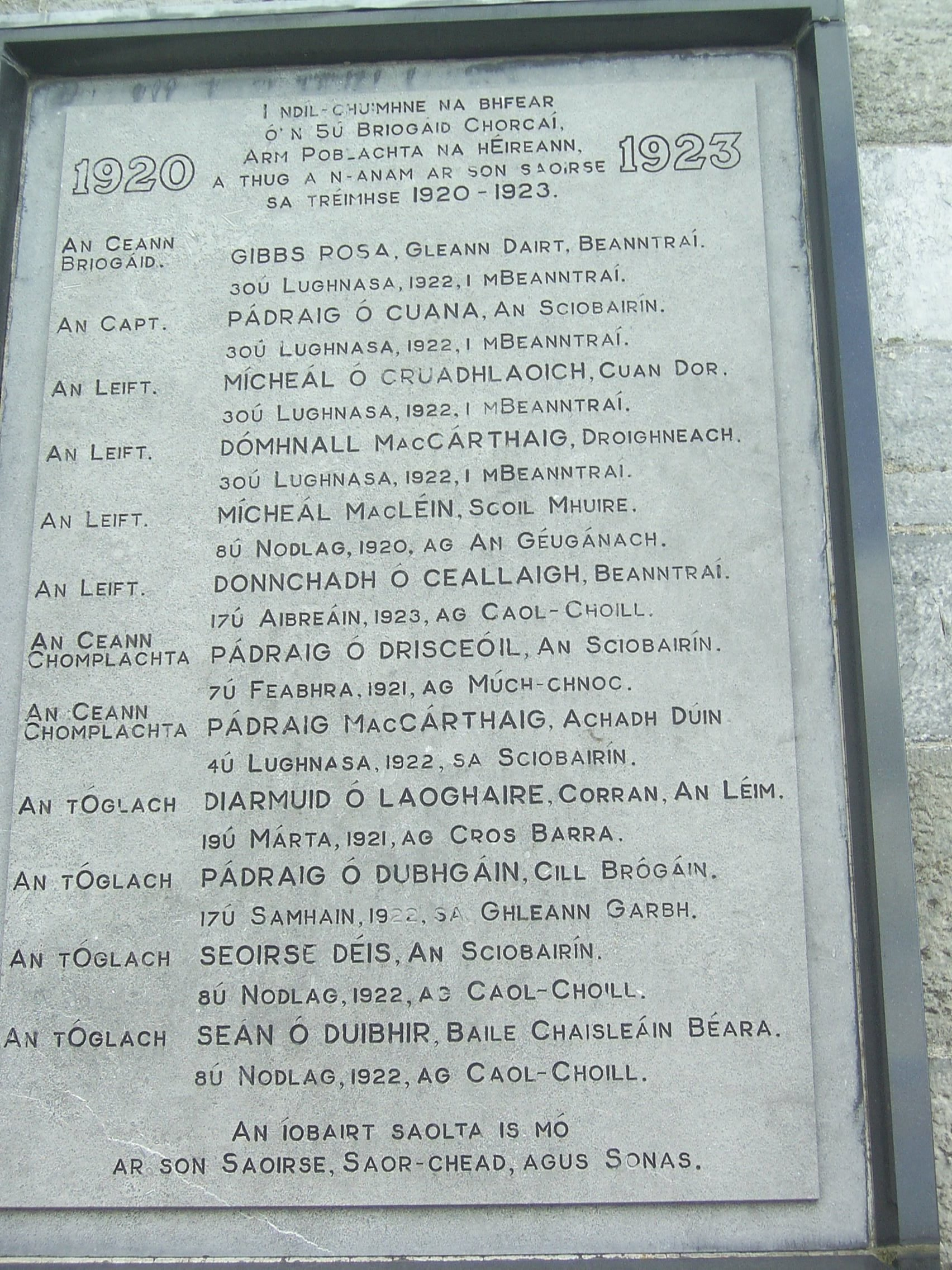
La placca commemorativa della Guerra d'indipendenza

Wolfe Tone Square, la piazza principale del paese, commemora Theobald Wolfe Tone, figura di spicco dell'indipendentismo irlandese del XVIII secolo che cercò di ribaltare il dominio inglese con un'alleanza francese (Vedere Ribellione del 1798). La sciagurata invasione francese arrivò proprio a Bantry nel 1796.
Durante la Guerra d'indipendenza irlandese la 5ª brigada di Cork dell'Irish Republican Army fu molto attiva a Bantry, e coloro che morirono tra il 1920 e il 1923 a difesa della Repubblica ('In Defence of the Republic') sono elencati in una targa in Wolfe Tone Square.
Poco al largo della costa, c'è Whiddy Island, su cui si trovano ancora i resti di quella che era in passato un importante terminale per petrolifero, gestito dalla Gulf Oil. L'8 gennaio 1979 la nave cisterna Betelgeuse esplose, uccidendo tutte e 42 le persone a bordo, oltre che 7 impiegati del terminale. Seppur danneggiandoli seriamente, fortunatamente l'esplosione della cisterna non investì direttamente i depositi di carburante sull'isola. In seguito all'incidente 250 impiegati del terminale, una delle maggiori imprese della regione, persero il loro lavoro e a causa delle pesanti ripercussioni ambientali ci furono conseguenze negative anche sull'industria della pesca.

## Galleria d'immagini

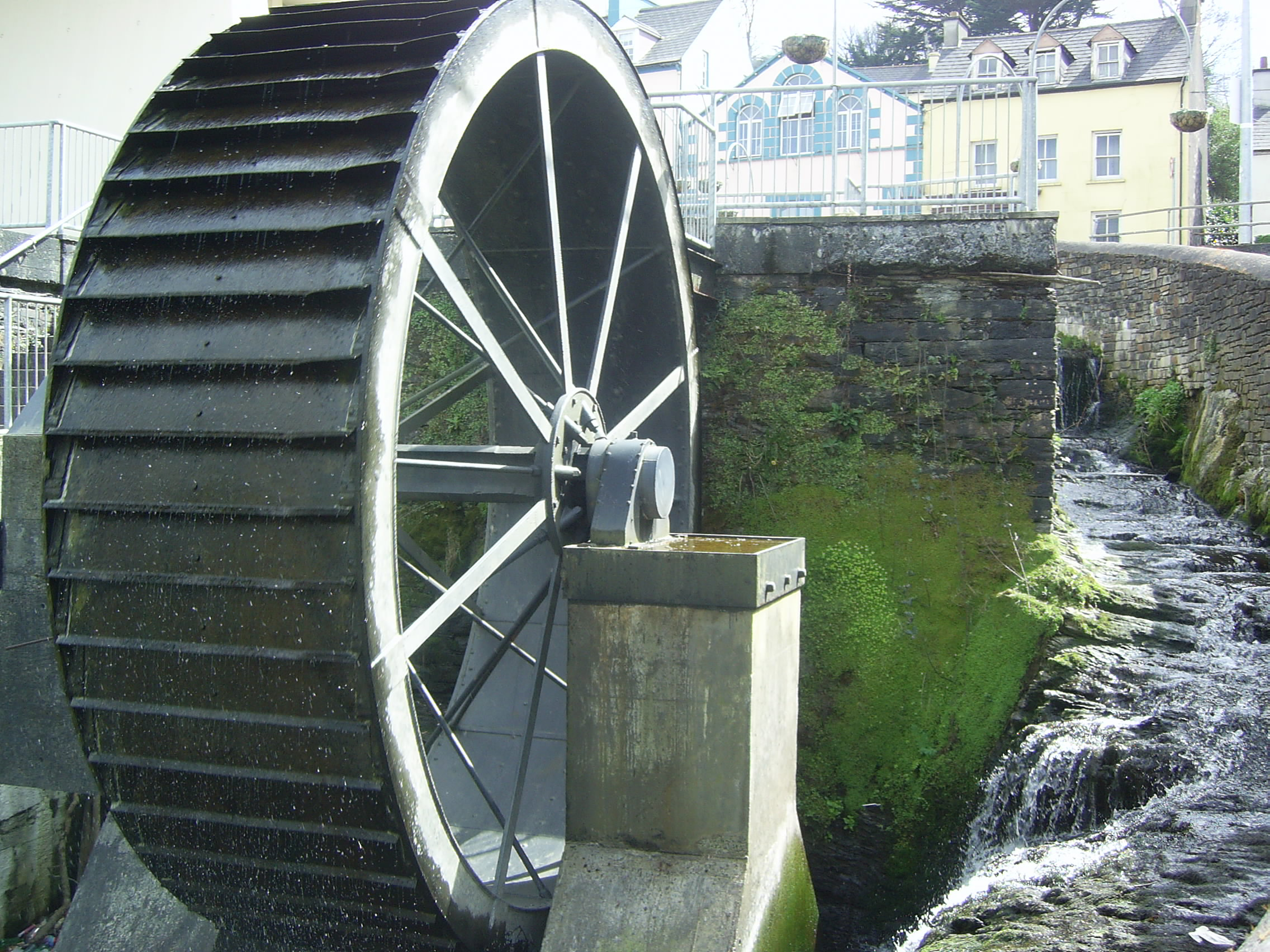
Mulino della biblioteca, nel centro di Bantry
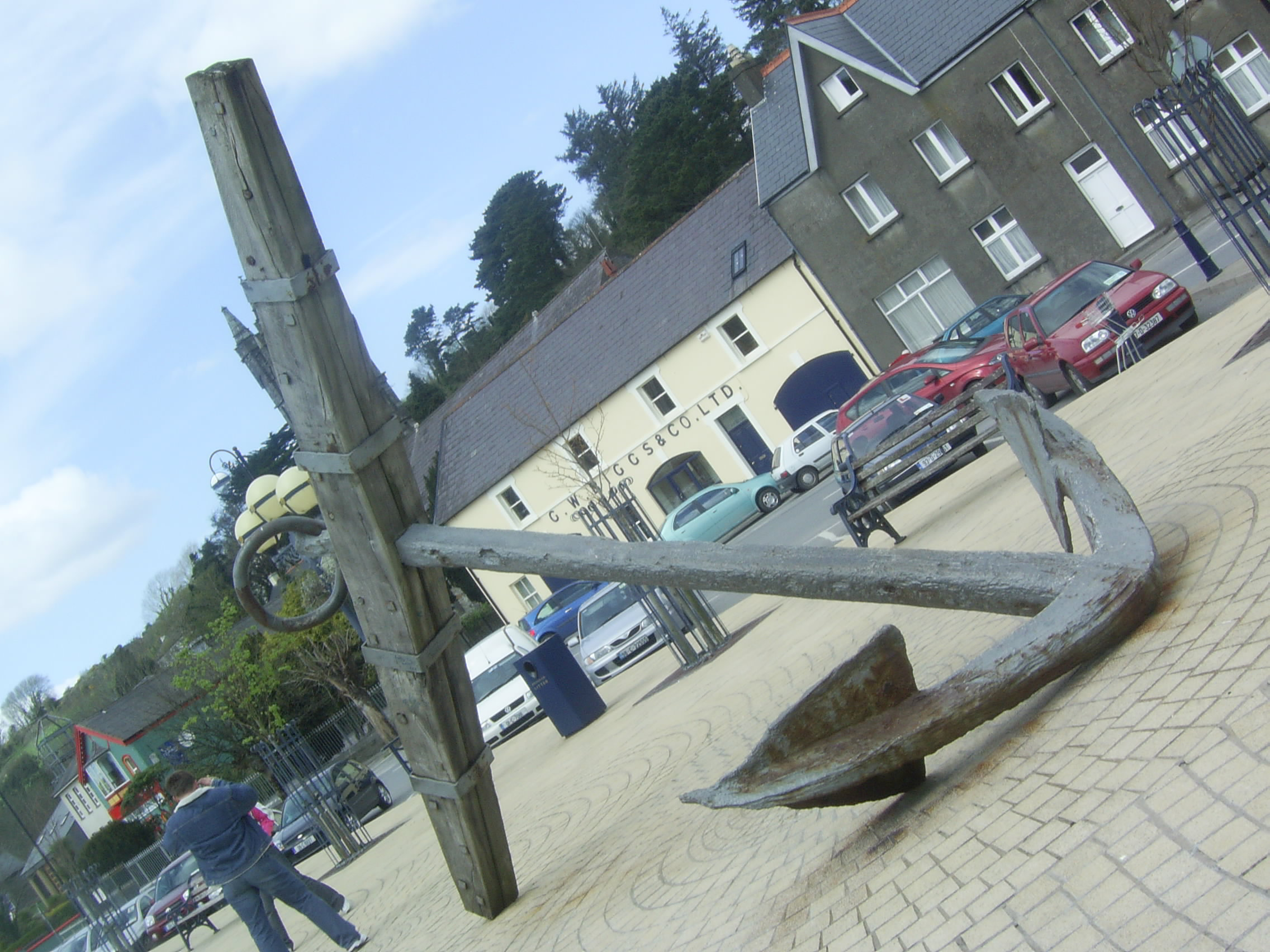
Ancora della flotta francese del 1796, ritrovata nel 1980 poco al largo di Whiddy island, nella Baia di Bantry